# MEP1B
La subunidad beta de Meprin A es una proteína que en los humanos está codificada por el gen MEP1B.
Las meprinas son metaloproteasas de zinc multidominio que se expresan a niveles altos en los riñones de mamíferos y las membranas intestinales y en los leucocitos y ciertas células cancerosas. Las meprinas maduras son oligómeros de subunidades alfa y/o beta que son codificadas por separado pero están relacionadas evolutivamente. Los oligómeros que contienen meprina beta están asociados con la membrana plasmática. Los sustratos incluyen péptidos bioactivos y proteínas de matriz extracelular.